# Ліпники (Опольське воєводство)
Ліпники (пол. Lipniki) — село в Польщі, у гміні Каменник Ниського повіту Опольського воєводства.
Населення — 518 осіб (2011).

## Демографія
Демографічна структура станом на 31 березня 2011 року:
|          | Загалом | Допрацездатний вік | Працездатний вік | Постпрацездатний вік |
| -------- | ------- | ------------------ | ---------------- | -------------------- |
| Чоловіки | 262     | 55                 | 182              | 25                   |
| Жінки    | 256     | 51                 | 150              | 55                   |
| Разом    | 518     | 106                | 332              | 80                   |